# Giants Tomb Island
Giants Tomb Island är en ö i Kanada.   Den ligger i provinsen Ontario, i den sydöstra delen av landet, 300 km väster om huvudstaden Ottawa.
Runt Giants Tomb Island är det ganska glesbefolkat, med 31 invånare per kvadratkilometer.